# Westwood (Jefferson County, Kentucky)
Westwood és una població dels Estats Units a l'estat de Kentucky. Segons el cens del 2000 tenia 612 habitants.

## Demografia
Segons el cens del 2000, Westwood tenia 612 habitants, 217 habitatges, i 189 famílies. La densitat de població era de 1.817,7 habitants/km².
Dels 217 habitatges en un 36,9% hi vivien nens de menys de 18 anys, en un 80,2% hi vivien parelles casades, en un 3,7% dones solteres, i en un 12,9% no eren unitats familiars. En l'11,1% dels habitatges hi vivien persones soles el 5,1% de les quals corresponia a persones de 65 anys o més que vivien soles. El nombre mitjà de persones vivint en cada habitatge era de 2,82 i el nombre mitjà de persones que vivien en cada família era de 3,04.
Per edats la població es repartia de la següent manera: un 25% tenia menys de 18 anys, un 5,4% entre 18 i 24, un 21,7% entre 25 i 44, un 29,9% de 45 a 60 i un 18% 65 anys o més.
L'edat mediana era de 44 anys. Per cada 100 dones de 18 o més anys hi havia 100,4 homes.
La renda mediana per habitatge era de 73.295 $ i la renda mediana per família de 74.318 $. Els homes tenien una renda mediana de 50.083 $ mentre que les dones 34.625 $. La renda per capita de la població era de 26.079 $. Entorn de l'1,5% de les famílies i el 0,6% de la població estaven per davall del llindar de pobresa.

## Poblacions més properes
El següent diagrama mostra les poblacions més properes.